# Fōtīs Papoulīs
Fōtīs Papoulīs (in greco Φώτης Παπουλής, reso anche come Fotios Papoulis; Atene, 22 gennaio 1985) è un ex calciatore greco naturalizzato cipriota, di ruolo attaccante.

## Caratteristiche tecniche
Ala sinistra, può giocare sia come ala destra sia come attaccante.

## Carriera

### Nazionale
Il 6 settembre 2018 - una volta ottenuta la cittadinanza cipriota - ha debuttato nella nazionale cipriota nella gara persa 2-0 a Oslo contro la Norvegia valevole per la UEFA Nations League.

## Statistiche

### Cronologia presenze e reti in nazionale
| Cronologia completa delle presenze e delle reti in nazionale ― Cipro | Cronologia completa delle presenze e delle reti in nazionale ― Cipro | Cronologia completa delle presenze e delle reti in nazionale ― Cipro | Cronologia completa delle presenze e delle reti in nazionale ― Cipro | Cronologia completa delle presenze e delle reti in nazionale ― Cipro | Cronologia completa delle presenze e delle reti in nazionale ― Cipro | Cronologia completa delle presenze e delle reti in nazionale ― Cipro | Cronologia completa delle presenze e delle reti in nazionale ― Cipro |
| Data                                                                 | Città                                                                | In casa                                                              | Risultato                                                            | Ospiti                                                               | Competizione                                                         | Reti                                                                 | Note                                                                 |
| -------------------------------------------------------------------- | -------------------------------------------------------------------- | -------------------------------------------------------------------- | -------------------------------------------------------------------- | -------------------------------------------------------------------- | -------------------------------------------------------------------- | -------------------------------------------------------------------- | -------------------------------------------------------------------- |
| 6-9-2018                                                             | Oslo                                                                 | Norvegia                                                             | 2 – 0                                                                | Cipro                                                                | UEFA Nations League 2018-2019 - 1º turno                             | -                                                                    |                                                                      |
| 9-9-2018                                                             | Nicosia                                                              | Cipro                                                                | 2 – 1                                                                | Slovenia                                                             | UEFA Nations League 2018-2019 - 1º turno                             | -                                                                    |                                                                      |
| 13-10-2018                                                           | Sofia                                                                | Bulgaria                                                             | 2 – 1                                                                | Cipro                                                                | UEFA Nations League 2018-2019 - 1º turno                             | -                                                                    | 75’                                                                  |
| 16-10-2018                                                           | Lubiana                                                              | Slovenia                                                             | 1 – 1                                                                | Cipro                                                                | UEFA Nations League 2018-2019 - 1º turno                             | 1                                                                    | 73’                                                                  |
| 21-3-2019                                                            | Nicosia                                                              | Cipro                                                                | 5 – 0                                                                | San Marino                                                           | Qual. Euro 2020                                                      | -                                                                    | 55’                                                                  |
| 24-3-2019                                                            | Nicosia                                                              | Cipro                                                                | 0 – 2                                                                | Belgio                                                               | Qual. Euro 2020                                                      | -                                                                    |                                                                      |
| 6-9-2019                                                             | Nicosia                                                              | Cipro                                                                | 1 – 1                                                                | Kazakistan                                                           | Qual. Euro 2020                                                      | -                                                                    | 90’                                                                  |
| 9-9-2019                                                             | Serravalle                                                           | San Marino                                                           | 0 – 4                                                                | Cipro                                                                | Qual. Euro 2020                                                      | 1                                                                    | 46’                                                                  |
| 10-10-2019                                                           | Astana                                                               | Kazakistan                                                           | 1 – 2                                                                | Cipro                                                                | Qual. Euro 2020                                                      | -                                                                    | 88’                                                                  |
| 13-10-2019                                                           | Nicosia                                                              | Cipro                                                                | 0 – 5                                                                | Russia                                                               | Qual. Euro 2020                                                      | -                                                                    | 79’                                                                  |
| 16-11-2019                                                           | Nicosia                                                              | Cipro                                                                | 1 – 2                                                                | Scozia                                                               | Qual. Euro 2020                                                      | -                                                                    |                                                                      |
| 19-11-2019                                                           | Bruxelles                                                            | Belgio                                                               | 6 – 1                                                                | Cipro                                                                | Qual. Euro 2020                                                      | -                                                                    | 81’                                                                  |
| 24-3-2021                                                            | Nicosia                                                              | Cipro                                                                | 0 – 0                                                                | Slovacchia                                                           | Qual. Mondiali 2022                                                  | -                                                                    | 76’                                                                  |
| 27-3-2021                                                            | Fiume                                                                | Croazia                                                              | 1 – 0                                                                | Cipro                                                                | Qual. Mondiali 2022                                                  | -                                                                    | 67’                                                                  |
| 30-3-2021                                                            | Strovolos                                                            | Cipro                                                                | 1 – 0                                                                | Slovenia                                                             | Qual. Mondiali 2022                                                  | -                                                                    | 82’                                                                  |
| 4-6-2021                                                             | Budapest                                                             | Ungheria                                                             | 1 – 0                                                                | Cipro                                                                | Amichevole                                                           | -                                                                    | 71’                                                                  |
| 7-6-2021                                                             | Kharkiv                                                              | Ucraina                                                              | 4 – 0                                                                | Cipro                                                                | Amichevole                                                           | -                                                                    | 61’                                                                  |
| 1-9-2021                                                             | Ta' Qali                                                             | Malta                                                                | 3 – 0                                                                | Cipro                                                                | Qual. Mondiali 2022                                                  | -                                                                    | 45+4’ 58’                                                            |
| 4-9-2021                                                             | Nicosia                                                              | Cipro                                                                | 0 – 2                                                                | Russia                                                               | Qual. Mondiali 2022                                                  | -                                                                    | 72’                                                                  |
| 7-9-2021                                                             | Bratislava                                                           | Slovacchia                                                           | 2 – 0                                                                | Cipro                                                                | Qual. Mondiali 2022                                                  | -                                                                    | 60’                                                                  |
| 8-10-2021                                                            | Larnaca                                                              | Cipro                                                                | 0 – 3                                                                | Croazia                                                              | Qual. Mondiali 2022                                                  | -                                                                    | 69’                                                                  |
| 11-10-2021                                                           | Larnaca                                                              | Cipro                                                                | 2 – 2                                                                | Malta                                                                | Qual. Mondiali 2022                                                  | 1                                                                    | 85’                                                                  |
| 11-11-2021                                                           | San Pietroburgo                                                      | Russia                                                               | 6 – 0                                                                | Cipro                                                                | Qual. Mondiali 2022                                                  | -                                                                    | 83’                                                                  |
| 14-11-2021                                                           | Lubiana                                                              | Slovenia                                                             | 2 – 1                                                                | Cipro                                                                | Qual. Mondiali 2022                                                  | -                                                                    | 81’                                                                  |
| 24-3-2022                                                            | Tallinn                                                              | Estonia                                                              | 0 – 0                                                                | Cipro                                                                | UEFA Nations League 2020-2021 - Play-out                             | -                                                                    | 74’ 90+2’                                                            |
| 29-3-2022                                                            | Larnaca                                                              | Cipro                                                                | 2 – 0                                                                | Estonia                                                              | UEFA Nations League 2020-2021 - Play-out                             | -                                                                    | 90’                                                                  |
| 2-6-2022                                                             | Larnaca                                                              | Cipro                                                                | 0 – 2                                                                | Kosovo                                                               | UEFA Nations League 2022-2023 - 1º turno                             | -                                                                    | 67’                                                                  |
| 5-6-2022                                                             | Larnaca                                                              | Cipro                                                                | 0 – 0                                                                | Irlanda del Nord                                                     | UEFA Nations League 2022-2023 - 1º turno                             | -                                                                    | 66’                                                                  |
| 9-6-2022                                                             | Volo                                                                 | Grecia                                                               | 3 – 0                                                                | Cipro                                                                | UEFA Nations League 2022-2023 - 1º turno                             | -                                                                    | 74’                                                                  |
| 12-6-2022                                                            | Belfast                                                              | Irlanda del Nord                                                     | 2 – 2                                                                | Cipro                                                                | UEFA Nations League 2022-2023 - 1º turno                             | -                                                                    | 58’                                                                  |
| 27-9-2022                                                            | Pristina                                                             | Kosovo                                                               | 5 – 1                                                                | Cipro                                                                | UEFA Nations League 2022-2023 - 1º turno                             | -                                                                    | 59’                                                                  |
| Totale                                                               |                                                                      | Presenze                                                             | 31                                                                   |                                                                      | Reti                                                                 | 3                                                                    |                                                                      |

## Palmarès

### Club

#### Competizioni nazionali
- Campionato cipriota: 1

Omonia: 2020-2021
- Coppa di Cipro: 5

Apollōn Limassol: 2012-2013, 2015-2016, 2016-2017
Omonia: 2021-2022, 2022-2023
- Supercoppa di Cipro: 3

Apollōn Limassol: 2016, 2017
Omonia: 2021